# آلبرت کدول
آلبرت کدول (انگلیسی: Albert Cadwell؛ ۱ نوامبر ۱۹۰۰ – ۱۳ ژوئیهٔ ۱۹۴۴) بازیکن فوتبال اهل بریتانیا بود.
از باشگاه‌هایی که در آن بازی کرده‌است می‌توان به باشگاه فوتبال وستهام یونایتد اشاره کرد.